# Celleporaria speciosa
Celleporaria speciosa is een mosdiertjessoort uit de familie van de Lepraliellidae. De wetenschappelijke naam van de soort is voor het eerst geldig gepubliceerd in 1886 door MacGillivray.